# Laureà Dalmau i Pla
Laureà Dalmau i Pla (Agullana, 15 d'abril de 1886 - Girona, 2 de febrer de 1969) fou un metge, escriptor i polític català. Era fill de Rafaela Pla i Barris natural de Vilajuïga i de Pere Dalmau i Martí forner del poble de Vilajuïga. Estudià el batxillerat a Girona. Un cop llicenciat en medicina, exercí un temps a Vilajuïga i s'establí a Girona, alhora que també es dedicà a la literatura, participà en els Jocs Florals, milità al Centre Nacionalista Republicà i publicà poemes al setmanari Catalanitat (1910-1911), fundat per ell amb Miquel de Palol i Felip. Des del 1931 milità a Esquerra Republicana de Catalunya, partit amb el qual fou elegit diputat per Girona a les eleccions al Parlament de Catalunya de 1932 juntament amb el futur alcalde Pere Cerezo i Hernáez. Fou un dels ponents de l'Estatut de Núria. Durant la guerra civil espanyola fou director de l'Hospital Santa Caterina de Girona. En acabar la guerra va marxar cap a l'exili, del qual va tornar el 1949. Casat amb Laura Norat i Puig foren pares de Francesc Dalmau i Norat, resistent antifranquista i també diputat al Parlament de Catalunya.

## Obres
- Cercant la fossa (1908).
- El sacrilegi (1918), obra de teatre.
- A Girona, poema.
- Samuel, fragment de novel·la presentat als Jocs Florals de Barcelona de 1924[1]